# Nikolaj Nasonov
Nikolaj Viktorovitj Nasonov (ryska: Николай Викторович Насонов), född den 14 februari 1855, död den 13 februari 1939, var en rysk zoolog. Hans var far till biologen Dmitrij Nasonov.

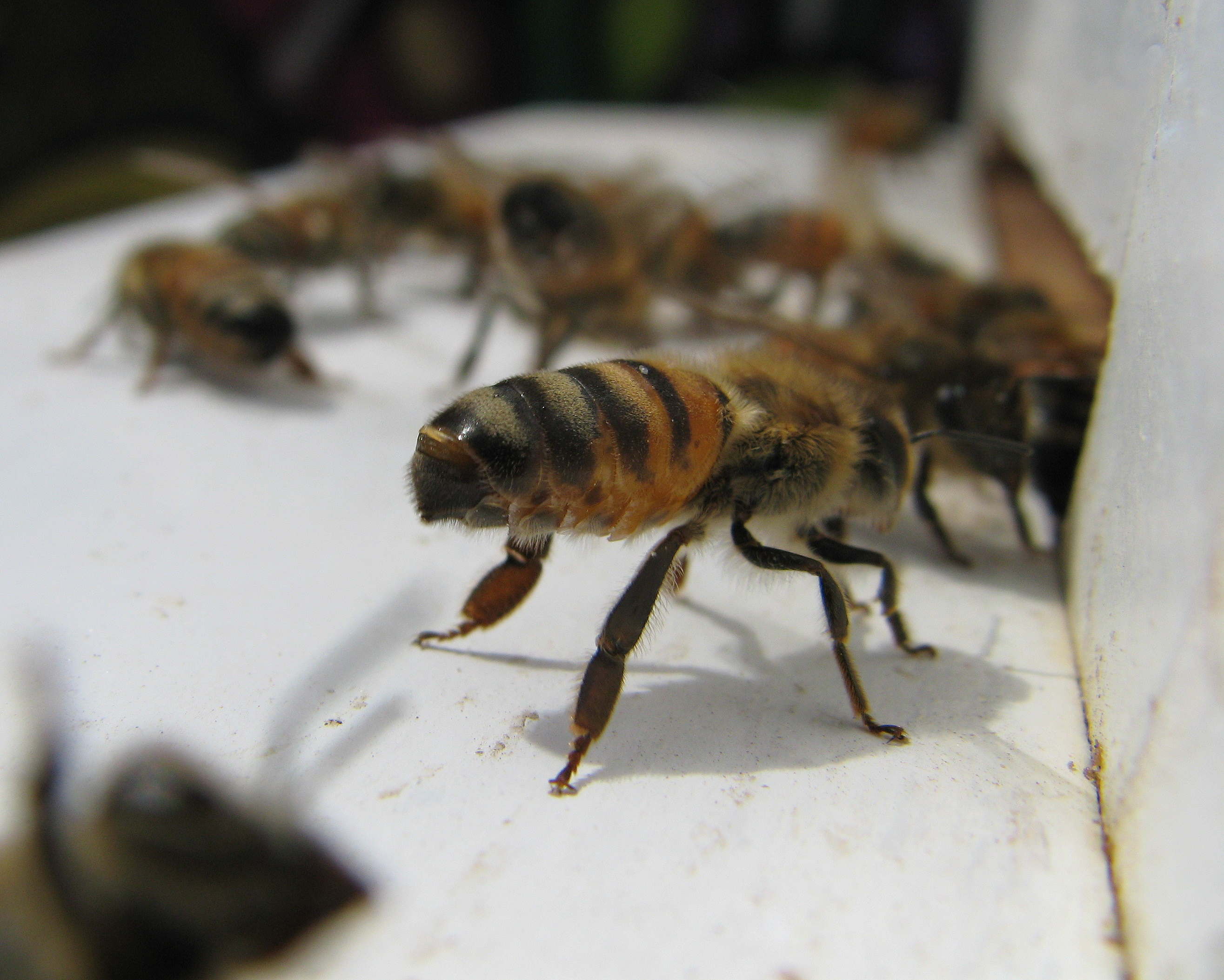
Bin med Nasonovs körtel.

Han var professor vid universitetet i Warszawa. Han var medlem av Rysslands Vetenskapsakademi. År 1883  beskrev han en körtel på bakkroppen av bin (Nasonovs körtlar).